# Anthe (księżyc)
Anthe (Saturn XLIX) – niewielki księżyc Saturna, krążący w obszarze między orbitami Mimasa i Enceladusa. Został odkryty 30 maja 2007 na zdjęciach wykonanych przez sondę Cassini. Po odkryciu przeanalizowano wcześniejsze zdjęcia z sondy i okazało się, że księżyc widoczny był już na zdjęciach wykonanych w czerwcu 2004.
Nazwa pochodzi od Anthe – jednej z Alkyonid, siedmiu córek Alkyoneusa. Zespół odkrywców używał wcześniej (nieformalnie) nazwy Frank.

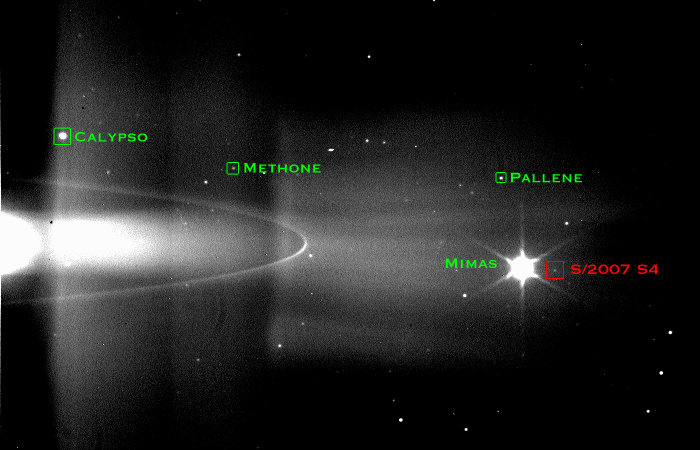
Czerwony kwadrat wskazuje położenie księżyca